# Епархия Сан-Хусто
Епархия Сан-Хусто (лат. Dioecesis Sancti Iusti) — епархия Римско-Католической церкви с центром в городе Сан-Хусто, Аргентина. Епархия Сан-Хусто входит в митрополию Буэнос-Айреса. Кафедральным собором епархии Сан-Хусто является церковь святого Юста и Пастыря.

## История
18 июля 1969 года Папа Римский Павел VI выпустил буллу «Omnimode solliciti», которой учредил епархию Сан-Хусто, выделив её из епархии Ломас-де-Саморы и епархии Морона.
25 ноября 2000 года епархия Сан-Хусто передала часть своей территории для образования епархии Грегорио-де-Лаферрере.

## Ординарии епархии
- епископ Хорхе Карлос Каррерас (19.07.1969 — 14.04.1982);
- епископ Родольфо Буфано (16.04.1982 — 5.11.1990);
- епископ Хорхе Артуро Мейнвьелле, S.D.B.[1] (23.04.1991 — 2.03.2003);
- епископ Бальдомеро Карлос Мартини (14.02.2004 — 6.11.2014);
- епископ Эдуардо Орасио Гарсия (6.11.2014 — по настоящее время).